# Carl-Theodor-Hof
Der Carl-Theodor-Hof ist ein historisches Weingut im Winzerdorf Mußbach an der Weinstraße, das seit 1969 Ortsteil von Neustadt an der Weinstraße (Rheinland-Pfalz) ist. Der Gutshof wurde nach dem früheren pfälzischen und bayerischen Kurfürsten Carl Theodor (1724–1799) benannt.

## Geographische Lage
Die Hofanlage steht auf einer Höhe von 157 m ü. NHN in der Kurpfalzstraße 99 und ist das letzte Anwesen auf Mußbacher Gemarkung an der Grenze zum gleichfalls eingemeindeten Nachbarort Gimmeldingen.

## Geschichte
Der Hof wurde 1709 erbaut und erhielt erst nachträglich den Namen des Kurfürsten. Anfang des 20. Jahrhunderts wurde das Weingut durch die Familie der heutigen Eigentümer erworben. Vom Carl-Theodor-Hof stammten Erich Stolleis (1906–1986), der während der Zeit des Nationalsozialismus u. a. Verwaltungschef der pfälzischen Städte Landau (Bürgermeister) und Ludwigshafen (Oberbürgermeister) war, und sein Sohn Michael Stolleis (1941–2021), der als Rechtshistoriker europaweit bekannt und geachtet wurde. Das Weingut wird heute von Erich Stolleis’ jüngerem Sohn Peter betrieben.

## Gebäude

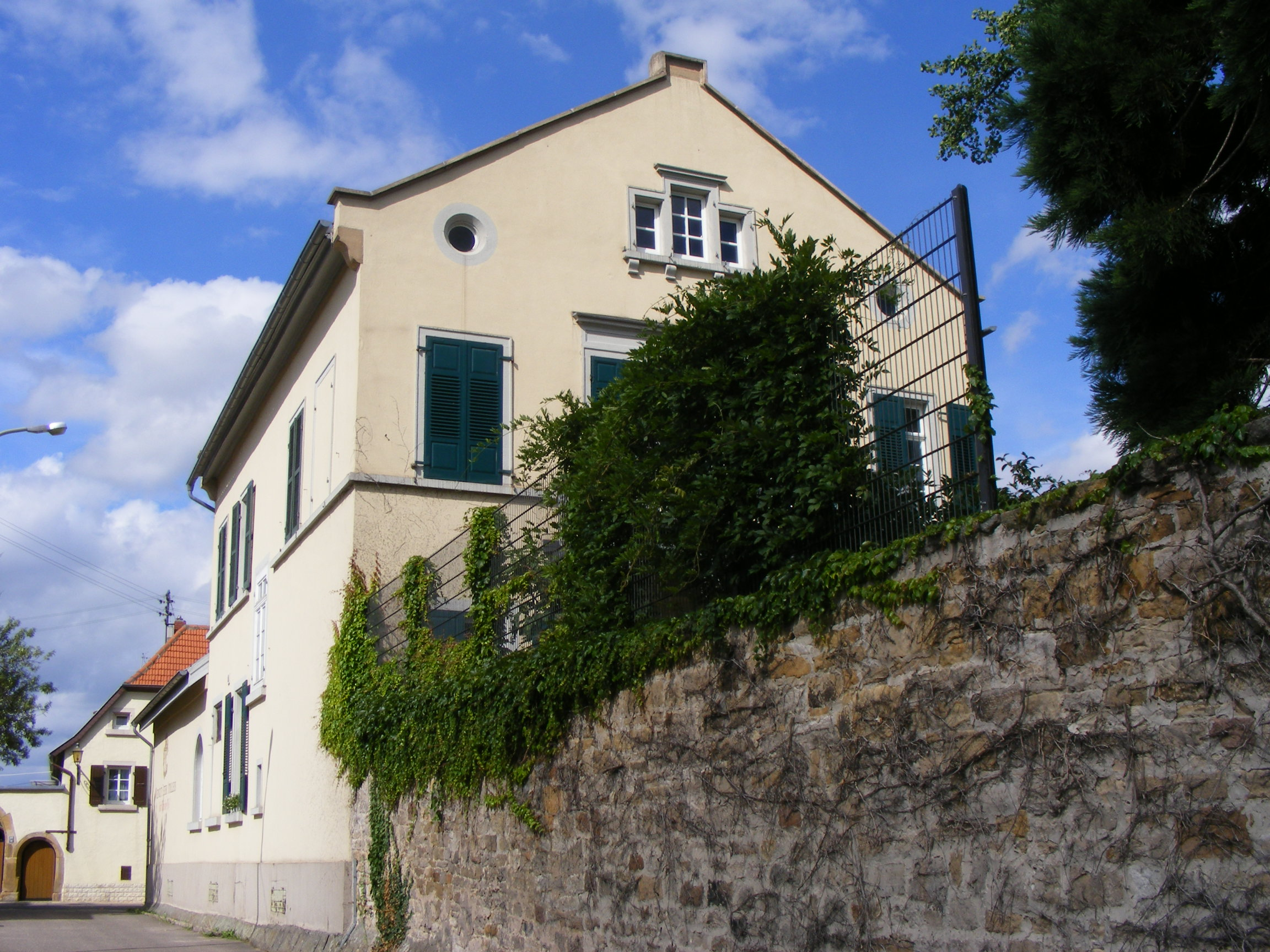
Herrenhaus aus Südwesten
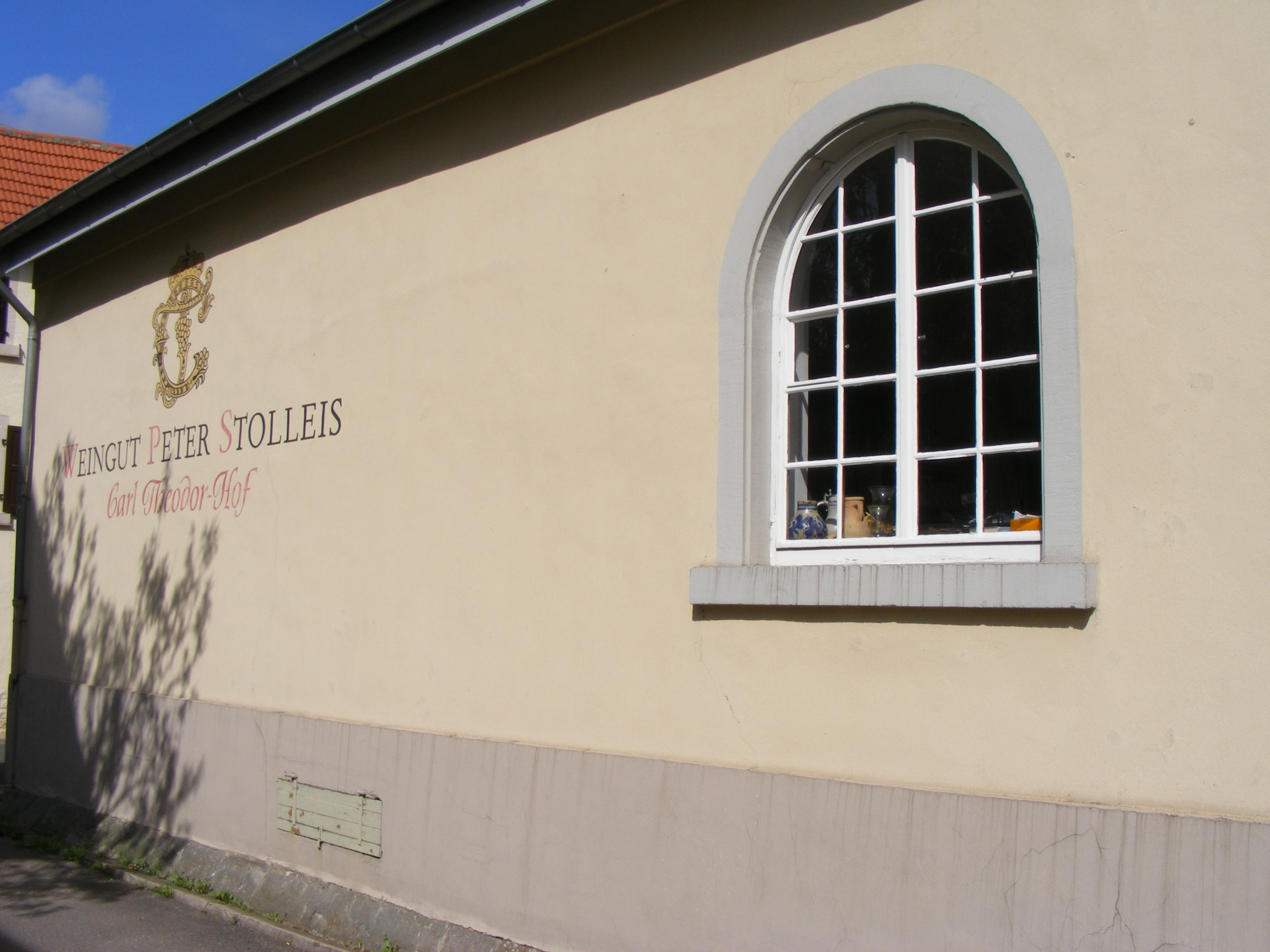
Wirtschaftsgebäude aus Südwesten
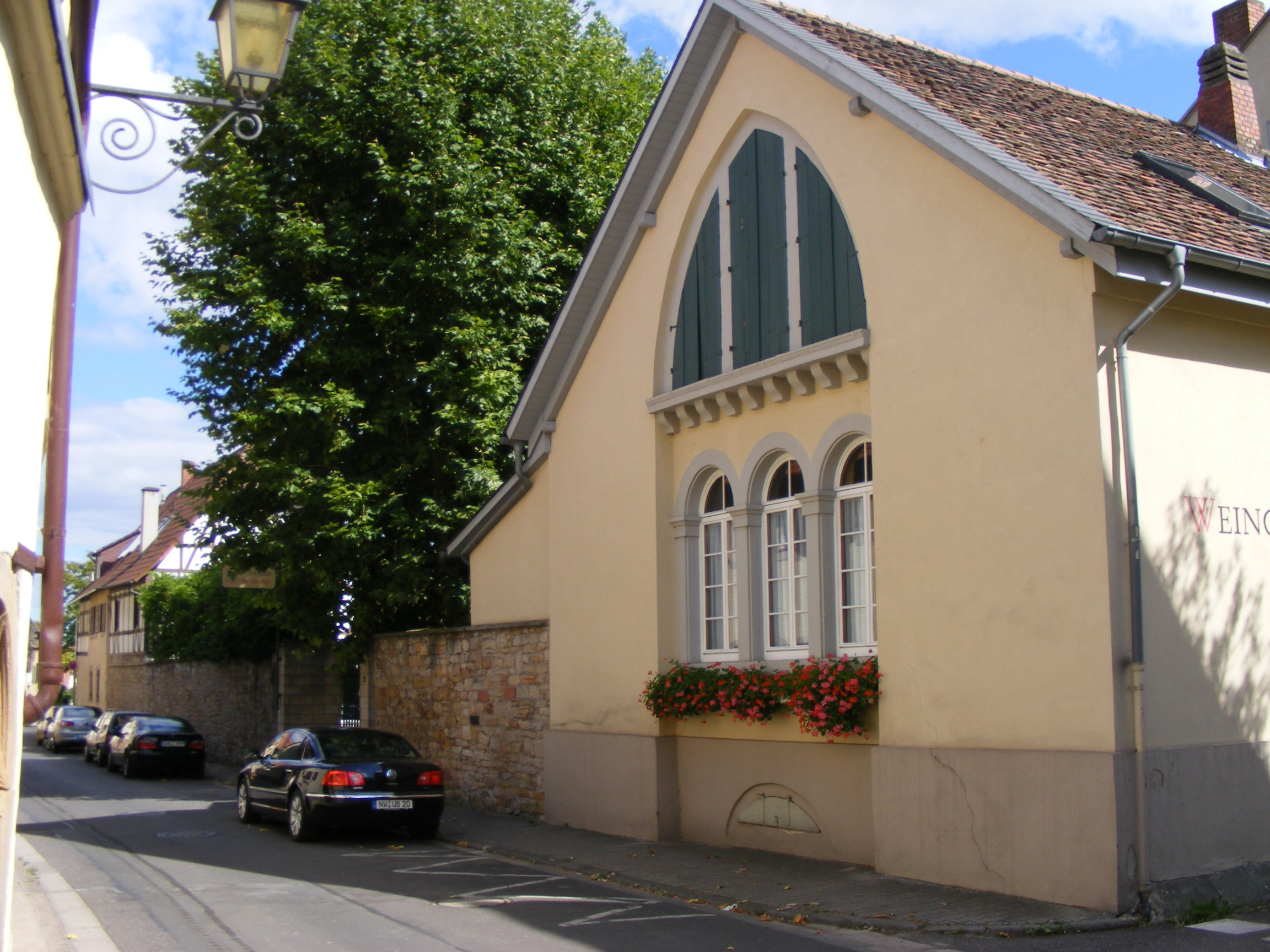
Wirtschaftsgebäude aus Nordwesten

Die Anlage wird dominiert von einem quaderförmigen Herrenhaus mit zwei Vollstockwerken und einem Mansardgeschoss, das über Giebelfenster und Gauben verfügt; im Norden ist zur Straße hin ein eineinhalbstöckiges Wirtschaftsgebäude in gleichem Stil vorgebaut. Elemente wie der Stockwerksgurt, die Rundbogen-Portale und die hohen Rechteckfenster mit grünen Klappläden belegen das Barock als Entstehungszeit. Beide Gebäude erstrecken sich von der Straße aus nach Süden. Die Hauptfassade mit dem Hochparterre-Eingang, der über eine fünfstufige Freitreppe erreicht wird, zeigt nach Osten zum gepflasterten Innenhof; dieser ist zur Straße hin durch eine 3 m hohe Sandsteinmauer mit Rundbogentor abgeschlossen und wird im Osten von Wirtschaftsgebäuden gesäumt, die teilweise Fachwerkmauern aufweisen. Die südliche Giebelwand des Herrenhauses mit vorgelagerter Veranda grenzt wie der Innenhof an den Garten und die Weinberge, die Westseite geht auf eine kleine Seitenstraße, den Hahnenweg. Im parkähnlich angelegten Garten steht auf einem Sandsteinsockel eine ebensolche Büste des Kurfürsten. 